# Stanisław Jeliński
Stanisław Jeliński (ur. 18 listopada 1903 w Przasnyszu zm. 7 października 1974 w Przasnyszu) – polski nauczyciel, dyrektor szkoły, działacz związkowy i społeczny.

## Życiorys
Stanisław Jeliński urodził się 18 listopada w 1903 w Przasnyszu jako najstarszy syn Marcelego i Stanisławy z domu Rurkowska. Jego rodzice gospodarowali na obrzeżach Przasnysza na 12 ha niescalonej ziemi. Uczył się w początkowym okresie w szkole rosyjskiej, następnie w 4-oddziałowej Szkole Katolickiej w Przasnyszu, którą ukończył w 1917 r. W 1919 r. ukończył kurs w Gimnazjum Filologicznym w Przasnyszu, które było prowadzone przez Alfonsa L. Morawskiego.
W 1920 r. rozpoczął pracę w przasnyskim magistracie na stanowisku kancelisty. W latach 1920–1922 pracował w biurze powiatowym komisarza ziemskiego w Przasnyszu oraz w kancelarii magistratu. W 1921 r. w czasie spisu powszechnego był głównym komisarzem spisowym. W latach 1922–1926 uczył się w Seminarium Nauczycielskim im. Stanisława Staszica w Grudziądzu. Został powołany po ukończeniu seminarium do odbycia czynnej służby wojskowej w Szkole Podchorążych Rezerwy Piechoty w Śremie, potem służył w 64 Pułku Piechoty w Grudziądzu. W 1931 r. otrzymał awans na podporucznika rezerwy, a w 1935 r. awansował na porucznika. W latach 1927–1933 pracował w 7-klasowych szkołach powszechnych w Łozinie (pow. grudziądzki) i w Nowym Mieście. W 1934 r. objął stanowisko kierownika Dokształcającej Szkoły Zawodowej w Lubawie. W sierpniu 1939 r. został zmobilizowany i wcielony do Ośrodka Zapasowego 24 Dywizji Piechoty na stanowisko dowódcy kompanii. Przeszedł szlak z oddziałami dywizji, po przekroczeniu granicy węgierskiej został internowany. W obozie oficerskim służył jako oficer oświatowo-wychowawczy. 25 marca 1944 r. po wkroczeniu wojsk radzieckich na terytorium Węgier, wraz z oddziałem został wydany Niemcom i przebywał w obozie jenieckim w okolicach Berlina.
W czerwcu 1945 r. wrócił do Polski. W rodzinnymo mieście Przasnyszu podjął pracę jako referent do spraw kartkowego zaopatrzenia nauczycieli od darów UNRA. W latach 1947–1949 był na stanowisku kierownika Powiatowej Biblioteki Publicznej w Przasnyszu. Zorganizował 2 biblioteki miejskie, 6 gminnych i 50 punktów bibliotecznych. 1 września 1949 r. podjął pracę w oświacie i jednocześnie został skierowany na Wyższy Kurs Nauczycielski dla nauczycieli szkół zawodowych. 
1 września 1951 r. został dyrektorem Publicznej Szkoły Średniej Zawodowej w Przasnyszu. W tym samym roku szkoła przeszła reorganizację przyjmując nazwę Zasadnicza Szkoła Metalowa. Powstała klasa o specjalności ślusarskiej. W 1952 r. dzięki jego staraniom szkoła otrzymała w baraku internatu Liceum Ogólnokształcącego przy ulicy Mławskiej 20 miejsc, a w 1959 r. wybudowano dla potrzeb szkoły pawilon przy ul. H. Sawickiej (obecnie Marszałka Piłsudskiego – dziś już nieistniejący). Mieściły się w nim pracownie do zajęć krawieckich, izby lekcyjne i pokój nauczycielski. W 1960 r. zatrudnionych było 20 nauczycieli i jeden lekarz, który uczył higieny. W latach 1957–1961, przy pomocy posła na Sejm Henryka Lelińskiego, podjął prace opracowania dokumentacji budowy budynków szkolnych, internatu, które to prace spowodowały podjęcie budowy nowej szkoły i ostatecznie budynki zostały przekazane do użytku w grudniu 1963 r. Był inicjatorem powstania w 1963 r. 5-letniego Technikum Mechanicznego o specjalizacji budowa i naprawa ciągników, samochodów i maszyn rolniczych. Za jego kadencji w roku szkolnym 1964/65 szkoła została uznana za wiodącą w zakresie języka polskiego.
Odszedł na emeryturę w 1969 r. Zmarł 7 października 1974 r. Był pionierem powojennego przasnyskiego szkolnictwa zawodowego. W 2006 r. uchwałą rady miasta Przasnysza nadano jego nazwiskiem nazwę ulicy na osiedlu Piaski w dowód uznania za jego wkład jako pedagoga i działacza społecznego.

## Ordery, odznaczenia i wyróżnienia
- Krzyż Kawalerski Orderu Odrodzenia Polski – 1967
- Odznaka tytułu honorowego „Zasłużony Nauczyciel Polskiej Rzeczypospolitej Ludowej” – (Rada Państwa)
- Medal „Opiekun Miejsc Pamięci Narodowej”
- honorowa złota odznaka Rzemiosła